# Alona Xkrum
Alona Iv́anivna Xkrum (ucraïnès: Альона Іванівна Шкрум; Kíiv, 2 de gener de 1988) és una política, advocada, activista pels drets humans i figura pública ucraïnesa. Va ser diputada de la Rada Suprema per la Unió Panucraïnesa «Pàtria», del 2014 al 2024. El 3 de desembre de 2024 va ser nomenada viceministra de Desenvolupament de Comunitats i Territoris.
Va estudiar dret a la Universitat de Kíiv, té un màster en dret de la Universitat de París I Panteó-Sorbona i del Trinity Hall de la Universitat de Cambridge.